# Эхинацея узколистная
Эхинацея узколистная (лат. Echinacea angustifolia) — многолетнее растение из семейства Астровые, или Сложноцветные (Asteraceae). Естественный ареал находится в Северной Америке, где вид широко распространён на большей части Великих равнин центральной Канады и центральной части США и ряде соседних регионов.

## Ботаническое описание
Многолетнее травянистое растение высотой до 140 см с веретенообразными корнями, которые часто разветвляются. У растения опушённые стебли с корневищами, расположенными под землей.
Стебли и листья от умеренно до густоволосистых.
Листья очерёдные, тёмно-зелёные, могут быть продолговато-ланцетными или эллиптическими по форме.
Растение образует цветочные головки (или корзинку с выпуклым центром), каждая из которых находится на конце длинного цветоноса. Каждая цветочная корзинка содержит 80–250 оранжевых (от зелёноватых до красно-коричневого) трубчатых цветков, собранных в цветочную головку, и по окружности 8–21 язычковых цветков, которые выглядят как единые лепестки и обычно имеют розовый цвет венчика, но встречаются и розоватые, зеленоватые, красновато-фиолетовые, пурпурные, фиолетовые или жёлтые. Их сросшиеся лепестки характерно закручиваются вниз.
Растение не самоопыляется и нуждается в помощи пчёл-опылителей для размножения. У Echinacea angustifolia более успешным является опыление между сородичами, находящимися на более близком расстоянии друг от друга. Жизненный цикл составляет более двух лет, растёт медленно, устойчиво к засухе, что помогает ему выживать в умеренном луговом ареале.
В северном полушарии цветёт с конца весны до середины лета.

## Химический состав растения
У экземпляров Echinacea angustifolia, произрастающих в более высоких широтах, наблюдается большая плотность корней, что, в свою очередь, приводит к образованию большего количества полифенолов и алкиламидов, доступных в экстракте корней.
Несмотря на то, что растение используется в традиционной (альтернативной) медицине, мнения о его эффективности и безопасности для лечения болезней неоднозначны. Из корней эхинацеи узколистной был выделен гликозид эхинакозид как вторичный метаболит со слабой антибиотической активностью in vitro против золотистого стафилококка (Staphylococcus aureus) и некоторых стрептококков (Streptococcus).

## Распространение и экология
Произрастает в более сухих частях высокотравных, разнотравных и короткотравных прериях в Северной Америке, почвы предпочитает от каменистых до песчано-глинистых. Естественный ареал находится в Северной Америке, где вид широко распространён на большей части Великих равнин центральной Канады и центральной части США и ряде соседних регионов.

## Подвиды
Некоторые ботаники выделяют два подвида, но издание Flora of North America и Plants of the World Online отвергают их:
- Echinacea angustifolia subsp. angustifolia родом из центральной Канады и центральной части США от Саскачевана и Манитобы на севере до Нью-Мексико, Техаса и Луизианы на юге[14].
- Echinacea angustifolia subsp. strigosa имеет более ограниченный ареал в Канзасе, Оклахоме, Техасе и Луизиане[15].

## Культивирование
Автор книг по садоводству Клод А. Барр считал Echinacea angustifolia «смелой, эффектной и красивой». Правда, он не согласился с общепринятым названием, отметив, что в большинстве случаев она скорее розовая, чем фиолетовая. Хотя в дикой природе растение предпочитает гравийные или каменистые почвы, оно выживает и в обычной садовой почве, если его не теснят другие растения. Чаще всего растение размножают семенами, но можно выращивать и из 10-сантиметровых отрезков корневища от молодых растений. Их высаживают вертикально под 2-3-сантиметровым слоем почвы с контролируемой влажностью, чтобы запустить рост новых корней и побегов.